# 에타너셉트
에타너셉트(Etanercept)는 수용성 염증성 사이토카인인 종양괴사인자(TNF)를 억제해 자가면역질환 치료에 이용되는 생체의약품으로, 엔브렐(Enbrel) 등의 상품명으로 판매된다. 미국 식품의약국(FDA)은 류마티스 관절염, 소아 특발성 관절염, 건선 관절염, 판형 건선, 강직성 척추염을 에타너셉트의 적응증으로 정하고 있다. 종양괴사인자 알파(TNFα)는 여러 기관계에서 염증 반응을 조절하는 "만능 인자"이다. 자가면역질환은 면역 반응의 과도한 활성으로 인해 발생하므로, 에타너셉트는 TNFα를 억제하여 이러한 질환을 치료할 잠재성을 가지고 있다.
에타너셉트는 재조합 DNA에서 만들어진 융합 단백질로, IgG1 항체의 불변 영역 끝 부분에 TNF 수용체가 융합되어 있다. 처음에, 개발자들은 TNFα에 결합하는 수용체인 수용성 TNF 수용체 2를 암호화하는 인간 유전자의 DNA 서열을 밝혔다. 그 뒤 IgG1의 Fc 끝 부분을 암호화하는 인간 유전자의 DNA 서열 역시 밝혀졌다. 그 다음 이들은 TNF 수용체 2를 암호화하는 DNA를 IgG1 Fc의 DNA와 연결시켰고, 이 연결된 DNA를 발현시켜 TNF 수용체 2 단백질이 IgG1 Fc 단백질과 이어져 있는 형태의 단백질을 생산해냈다.
이 원시적인 형태의 융합 단백질을 1990년대 당시 텍사스 대학교 사우스웨스턴 메디컬센터에 재직하던 연구자인 브루스 보이틀러와 그 동료들이 처음 합성한 뒤, in vivo로 TNF 차단 활성이 아주 높으며 특이할 정도로 안정적인 것을 밝혔다. 이들은 해당 단백질의 특허도 출원했으며, 그 일체의 권리를 시애틀의 생물기술 기업인 이뮤넥스(Immunex)에 판매했다. 이뮤넥스는 2002년 암젠이 인수했다.
에타너셉트는 분자량이 150 kDa에 이르는 거대 분자로, TNFα에 결합하여 TNFα가 인간과 다른 동물들에서 일으키는 과도한 염증 반응을 감소시킨다. 에타너셉트가 쓰일 수 있는 질환의 예로 자가면역질환인 강직성 척추염, 소아 류마티스 관절염, 건선, 건선 관절염, 류마티스 관절염, 그 외에도 과도한 TNFα가 매개하는 다른 여러 질환 등이 있다. WHO 필수 의약품 목록에 등재되어 있다.

## 의학적 사용
미국에서 적응증은 중등도에서 중증의 류마티스 관절염 (1998년 11월 승인), 중등도에서 중증의 다관절 소아 류마티스 관절염 (1999년 5월 승인), 건선성 관절염 (2002년 1월 승인), 강직성 척추염 (2003년 7월 승인), 중등도에서 중증의 판형 건선 (2004년 4월) 등이 있다.
유럽연합에서 에타너셉트의 적응증은 중등도에서 중증의 활동성 류마티스 관절염, 중증의 활동성 및 진행성 류마티스 관절염, 소아 특발성 관절염, 소아 및 청소년의 (류마티스인자 양성 또는 음성인) 다발성 관절염과 확장성 소수 관절염(extended oligoarthritis), 활동성 및 진행성 건선 관절염, 골부착부염 관련 관절염, 축성 척추관절염, 중증의 활동성 강직성 척추염, 방사선 영상에서 확인되지 않는 중증의 축성 척추관절염, 중등도에서 중증의 판상 건선, 중증의 만성 판상 건선 등이 있다.

## 부작용
2008년 5월 2일, 미국 식품의약국(FDA)은 약물 관련 중증 감염 사례들 때문에 에타너셉트에 블랙박스 경고문을 추가했다. 잠복감염과 B형 간염의 재활성화 등으로 인한 중증 감염과 패혈증, 그리고 그로 인한 사망 사례가 보고되었다.
발적과 통증 같은 주사 부위 반응이 흔하며, 전체 환자의 11.4% 정도에서 나타난다고 알려져 있다.

## 작용 기전
에타너셉트는 자연적으로 존재하는 TNF 효과를 줄이는 TNF 억제제로, TNF에 결합하는 유인 수용체로 기능한다.
TNFα는 림프구와 대식세포가 만들어내는 사이토카인으로, 염증 부위로 더 많은 백혈구를 동원하여, 염증을 개시하고 증폭하는 분자 기전을 통해 면역 반응을 매개한다. 에타너셉트는 이 작용을 억제하여, 자가면역질환에 유용하게 활용된다.
TNF 수용체에는 두 종류가 있다. 하나는 백혈구에 존재하는 수용체로, TNF에 반응하여 다른 사이토카인을 분비한다. 또 다른 하나는 수용성 TNF 수용체로, TNF를 비활성화하여 면역 반응을 약화시킨다. 또한 TNF 수용체는 사실상 모든 유핵세포(핵을 가지지 않은 적혈구는 TNF 수용체가 없음) 표면에서 발견된다. 에타너셉트는 이 중 두 번째, 원래 체내에 존재하는 수용성 TNF 수용체의 TNF 억제 효과를 모방한다. 둘의 차이점은, 에타너셉트는 단순한 TNF 수용체가 아닌 융합 단백질이므로 혈류 내에서 반감기가 크게 길어져 생물학적 작용이 더 크고 길게 나타난다는 것이다.